# Qingken Pao
Qingken Pao (kinesiska: 青肯泡) är en sjö i Kina. Den ligger i provinsen Heilongjiang, i den nordöstra delen av landet, omkring 110 kilometer nordväst om provinshuvudstaden Harbin. Qingken Pao ligger 141 meter över havet. Arean är 75 kvadratkilometer. Trakten runt Qingken Pao består till största delen av jordbruksmark. Den sträcker sig 13,4 kilometer i nord-sydlig riktning, och 10,5 kilometer i öst-västlig riktning.
Genomsnittlig årsnederbörd är 767 millimeter. Den regnigaste månaden är juli, med i genomsnitt 207 mm nederbörd, och den torraste är januari, med 5 mm nederbörd.